# Почти комплексная структура
Почти комплексная структура ― поле комплексных структур на касательных пространствах гладкого многообразия.

## Определение
Поле {\displaystyle J} линейных преобразований касательных пространств на многообразии {\displaystyle M}, удовлетворяющее условию
{\displaystyle J^{2}(x)=-x.}

### Комментарии
- Почти комплексная структура {\displaystyle J} называется интегрируемой, если она индуцируется комплексной структурой на {\displaystyle M}, то есть если существует атлас допустимых карт многообразия {\displaystyle M}, в которых поле {\displaystyle J} имеет постоянные координаты.
- Почти комплексная структура {\displaystyle J} называется совместимой  с симплектической формой {\displaystyle \omega }, если неравенство
{\displaystyle \omega (v,Jv)>0,}

выполняется для всех ненулевых касательных векторов {\displaystyle v}.

## История
Почти комплексная структура была впервые рассмотрена Эресманном и Хопфом в 1940.